# 1re étape du Tour d'Italie 2021
Pour un article plus général, voir Tour d'Italie 2021.
La 1re étape du Tour d'Italie 2021 se déroule le samedi 8 mai 2021 sous la forme d'un contre-la-montre individuel, entre Turin en Turin, sur une distance de 8,6 km.

## Résultats

### Classement de l'étape
| \| Classement de l'étape \| Classement de l'étape \| Classement de l'étape \| Classement de l'étape \| Classement de l'étape \| \| Coureur \| Coureur \| Pays \| Équipe \| Temps \| \| --------------------- \| --------------------- \| --------------------- \| ---------------------- \| --------------------- \| \| 1er \| Filippo Ganna \| Italie \| Ineos Grenadiers \| 8 min 47 s \| \| 2e \| Edoardo Affini \| Italie \| Jumbo-Visma \| + 10 s \| \| 3e \| Tobias Foss \| Norvège \| Jumbo-Visma \| + 13 s \| \| 4e \| João Almeida \| Portugal \| Deceuninck-Quick Step \| + 17 s \| \| 5e \| Rémi Cavagna \| France \| Deceuninck-Quick Step \| + 18 s \| \| 6e \| Jos van Emden \| Pays-Bas \| Jumbo-Visma \| + 18 s \| \| 7e \| Remco Evenepoel \| Belgique \| Deceuninck-Quick Step \| + 19 s \| \| 8e \| Max Walscheid \| Allemagne \| Qhubeka Assos \| + 19 s \| \| 9e \| Matthias Brändle \| Autriche \| Israel Start-Up Nation \| + 22 s \| \| 10e \| Gianni Moscon \| Italie \| Ineos Grenadiers \| + 23 s \| |                  |           |                        |            |
| |                  |           |                        |            |
| Source : ProCyclingStats |                  |           |                        |            |
| Classement de l'étape |                  |           |                        |            |
| Coureur | Coureur          | Pays      | Équipe                 | Temps      |
| 1er | Filippo Ganna    | Italie    | Ineos Grenadiers       | 8 min 47 s |
| 2e | Edoardo Affini   | Italie    | Jumbo-Visma            | + 10 s     |
| 3e | Tobias Foss      | Norvège   | Jumbo-Visma            | + 13 s     |
| 4e | João Almeida     | Portugal  | Deceuninck-Quick Step  | + 17 s     |
| 5e | Rémi Cavagna     | France    | Deceuninck-Quick Step  | + 18 s     |
| 6e | Jos van Emden    | Pays-Bas  | Jumbo-Visma            | + 18 s     |
| 7e | Remco Evenepoel  | Belgique  | Deceuninck-Quick Step  | + 19 s     |
| 8e | Max Walscheid    | Allemagne | Qhubeka Assos          | + 19 s     |
| 9e | Matthias Brändle | Autriche  | Israel Start-Up Nation | + 22 s     |
| 10e | Gianni Moscon    | Italie    | Ineos Grenadiers       | + 23 s     |

### Classements aux points intermédiaires
| \| Classement intermédiaire no 1 Borgo medievale del Valentino (km 3,8) \| Classement intermédiaire no 1 Borgo medievale del Valentino (km 3,8) \| Classement intermédiaire no 1 Borgo medievale del Valentino (km 3,8) \| Classement intermédiaire no 1 Borgo medievale del Valentino (km 3,8) \| Classement intermédiaire no 1 Borgo medievale del Valentino (km 3,8) \| \| \| Coureur \| Pays \| Équipe \| Temps \| \| -------------------------------------------------------------------- \| -------------------------------------------------------------------- \| -------------------------------------------------------------------- \| -------------------------------------------------------------------- \| -------------------------------------------------------------------- \| \| 1er \| Filippo Ganna \| Italie \| Ineos Grenadiers \| en 3 min 59 s \| \| 2e \| Edoardo Affini \| Italie \| Jumbo-Visma \| + 2 s \| \| 3e \| Max Walscheid \| Allemagne \| Qhubeka Assos \| + 2 s \| \| 4e \| Jos van Emden \| Pays-Bas \| Jumbo-Visma \| + 4 s \| \| 5e \| Remco Evenepoel \| Belgique \| Deceuninck-Quick Step \| + 4 s \| \| 6e \| Alberto Bettiol \| Italie \| EF Education-Nippo \| + 4 s \| \| 7e \| David Dekker \| Pays-Bas \| Jumbo-Visma \| + 6 s \| \| 8e \| Jonathan Castroviejo \| Espagne \| Ineos Grenadiers \| + 6 s \| \| 9e \| João Almeida \| Portugal \| Deceuninck-Quick Step \| + 6 s \| \| 10e \| Tobias Foss \| Norvège \| Jumbo-Visma \| + 7 s \| \| modifier \| \| \| \| \| |                      |           |                       |               |
| Classement intermédiaire no 1 Borgo medievale del Valentino (km 3,8) |                      |           |                       |               |
| | Coureur              | Pays      | Équipe                | Temps         |
| 1er | Filippo Ganna        | Italie    | Ineos Grenadiers      | en 3 min 59 s |
| 2e | Edoardo Affini       | Italie    | Jumbo-Visma           | + 2 s         |
| 3e | Max Walscheid        | Allemagne | Qhubeka Assos         | + 2 s         |
| 4e | Jos van Emden        | Pays-Bas  | Jumbo-Visma           | + 4 s         |
| 5e | Remco Evenepoel      | Belgique  | Deceuninck-Quick Step | + 4 s         |
| 6e | Alberto Bettiol      | Italie    | EF Education-Nippo    | + 4 s         |
| 7e | David Dekker         | Pays-Bas  | Jumbo-Visma           | + 6 s         |
| 8e | Jonathan Castroviejo | Espagne   | Ineos Grenadiers      | + 6 s         |
| 9e | João Almeida         | Portugal  | Deceuninck-Quick Step | + 6 s         |
| 10e | Tobias Foss          | Norvège   | Jumbo-Visma           | + 7 s         |
| modifier |                      |           |                       |               |

### Points attribués pour le classement par points
| \| Arrivée d'étape Turin (km 8,6) \| Arrivée d'étape Turin (km 8,6) \| Arrivée d'étape Turin (km 8,6) \| Arrivée d'étape Turin (km 8,6) \| Arrivée d'étape Turin (km 8,6) \| \| ------------------------------ \| ------------------------------ \| ------------------------------ \| ------------------------------ \| ------------------------------ \| \| \| Coureur \| Pays \| Équipe \| Point(s) \| \| 1er \| Filippo Ganna \| Italie \| Ineos Grenadiers \| 15 \| \| 2e \| Edoardo Affini \| Italie \| Jumbo-Visma \| 12 \| \| 3e \| Tobias Foss \| Norvège \| Jumbo-Visma \| 9 \| \| 4e \| João Almeida \| Belgique \| Deceuninck-Quick Step \| 7 \| \| 5e \| Rémi Cavagna \| France \| Deceuninck-Quick Step \| 6 \| \| 6e \| Jos van Emden \| Pays-Bas \| Jumbo-Visma \| 5 \| \| 7e \| Remco Evenepoel \| Belgique \| Deceuninck-Quick Step \| 4 \| \| 8e \| Max Walscheid \| Allemagne \| Qhubeka Assos \| 3 \| \| 9e \| Matthias Brändle \| Autriche \| Israel Start-Up Nation \| 2 \| \| 10e \| Gianni Moscon \| Italie \| Ineos Grenadiers \| 1 \| \| modifier \| \| \| \| \| |                  |           |                        |          |
| Arrivée d'étape Turin (km 8,6) |                  |           |                        |          |
| | Coureur          | Pays      | Équipe                 | Point(s) |
| 1er | Filippo Ganna    | Italie    | Ineos Grenadiers       | 15       |
| 2e | Edoardo Affini   | Italie    | Jumbo-Visma            | 12       |
| 3e | Tobias Foss      | Norvège   | Jumbo-Visma            | 9        |
| 4e | João Almeida     | Belgique  | Deceuninck-Quick Step  | 7        |
| 5e | Rémi Cavagna     | France    | Deceuninck-Quick Step  | 6        |
| 6e | Jos van Emden    | Pays-Bas  | Jumbo-Visma            | 5        |
| 7e | Remco Evenepoel  | Belgique  | Deceuninck-Quick Step  | 4        |
| 8e | Max Walscheid    | Allemagne | Qhubeka Assos          | 3        |
| 9e | Matthias Brändle | Autriche  | Israel Start-Up Nation | 2        |
| 10e | Gianni Moscon    | Italie    | Ineos Grenadiers       | 1        |
| modifier |                  |           |                        |          |

## Classements à l'issue de l'étape

### Classement général
| \| Classement général \| Classement général \| Classement général \| Classement général \| Classement général \| \| Coureur \| Coureur \| Pays \| Équipe \| Temps \| \| ------------------ \| ------------------ \| ------------------ \| ---------------------- \| ------------------ \| \| 1er \| Filippo Ganna \| Italie \| Ineos Grenadiers \| 8 min 47 s \| \| 2e \| Edoardo Affini \| Italie \| Jumbo-Visma \| + 10 s \| \| 3e \| Tobias Foss \| Norvège \| Jumbo-Visma \| + 13 s \| \| 4e \| João Almeida \| Portugal \| Deceuninck-Quick Step \| + 17 s \| \| 5e \| Rémi Cavagna \| France \| Deceuninck-Quick Step \| + 18 s \| \| 6e \| Jos van Emden \| Pays-Bas \| Jumbo-Visma \| + 18 s \| \| 7e \| Remco Evenepoel \| Belgique \| Deceuninck-Quick Step \| + 19 s \| \| 8e \| Max Walscheid \| Allemagne \| Qhubeka Assos \| + 19 s \| \| 9e \| Matthias Brändle \| Autriche \| Israel Start-Up Nation \| + 22 s \| \| 10e \| Gianni Moscon \| Italie \| Ineos Grenadiers \| + 23 s \| |                  |           |                        |            |
| |                  |           |                        |            |
| Source : ProCyclingStats |                  |           |                        |            |
| Classement général |                  |           |                        |            |
| Coureur | Coureur          | Pays      | Équipe                 | Temps      |
| 1er | Filippo Ganna    | Italie    | Ineos Grenadiers       | 8 min 47 s |
| 2e | Edoardo Affini   | Italie    | Jumbo-Visma            | + 10 s     |
| 3e | Tobias Foss      | Norvège   | Jumbo-Visma            | + 13 s     |
| 4e | João Almeida     | Portugal  | Deceuninck-Quick Step  | + 17 s     |
| 5e | Rémi Cavagna     | France    | Deceuninck-Quick Step  | + 18 s     |
| 6e | Jos van Emden    | Pays-Bas  | Jumbo-Visma            | + 18 s     |
| 7e | Remco Evenepoel  | Belgique  | Deceuninck-Quick Step  | + 19 s     |
| 8e | Max Walscheid    | Allemagne | Qhubeka Assos          | + 19 s     |
| 9e | Matthias Brändle | Autriche  | Israel Start-Up Nation | + 22 s     |
| 10e | Gianni Moscon    | Italie    | Ineos Grenadiers       | + 23 s     |

| Classement par points | Classement par points | Classement par points | Classement par points  | Classement par points |
| Coureur               | Coureur               | Pays                  | Équipe                 | Points                |
| --------------------- | --------------------- | --------------------- | ---------------------- | --------------------- |
| 1er                   | Filippo Ganna         | Italie                | Ineos Grenadiers       | 15 pts                |
| 2e                    | Edoardo Affini        | Italie                | Jumbo-Visma            | 12 pts                |
| 3e                    | Tobias Foss           | Norvège               | Jumbo-Visma            | 9 pts                 |
| 4e                    | João Almeida          | Portugal              | Deceuninck-Quick Step  | 7 pts                 |
| 5e                    | Rémi Cavagna          | France                | Deceuninck-Quick Step  | 6 pts                 |
| 6e                    | Jos van Emden         | Pays-Bas              | Jumbo-Visma            | 5 pts                 |
| 7e                    | Remco Evenepoel       | Belgique              | Deceuninck-Quick Step  | 4 pts                 |
| 8e                    | Max Walscheid         | Allemagne             | Qhubeka Assos          | 3 pts                 |
| 9e                    | Matthias Brändle      | Autriche              | Israel Start-Up Nation | 2 pts                 |
| 10e                   | Gianni Moscon         | Italie                | Ineos Grenadiers       | 1 pt                  |

| Classement par points | Classement par points | Classement par points | Classement par points  | Classement par points |
| Coureur               | Coureur               | Pays                  | Équipe                 | Points                |
| --------------------- | --------------------- | --------------------- | ---------------------- | --------------------- |
| 1er                   | Filippo Ganna         | Italie                | Ineos Grenadiers       | 15 pts                |
| 2e                    | Edoardo Affini        | Italie                | Jumbo-Visma            | 12 pts                |
| 3e                    | Tobias Foss           | Norvège               | Jumbo-Visma            | 9 pts                 |
| 4e                    | João Almeida          | Portugal              | Deceuninck-Quick Step  | 7 pts                 |
| 5e                    | Rémi Cavagna          | France                | Deceuninck-Quick Step  | 6 pts                 |
| 6e                    | Jos van Emden         | Pays-Bas              | Jumbo-Visma            | 5 pts                 |
| 7e                    | Remco Evenepoel       | Belgique              | Deceuninck-Quick Step  | 4 pts                 |
| 8e                    | Max Walscheid         | Allemagne             | Qhubeka Assos          | 3 pts                 |
| 9e                    | Matthias Brändle      | Autriche              | Israel Start-Up Nation | 2 pts                 |
| 10e                   | Gianni Moscon         | Italie                | Ineos Grenadiers       | 1 pt                  |

| Classement du meilleur jeune | Classement du meilleur jeune | Classement du meilleur jeune | Classement du meilleur jeune | Classement du meilleur jeune |
| Coureur                      | Coureur                      | Pays                         | Équipe                       | Temps                        |
| ---------------------------- | ---------------------------- | ---------------------------- | ---------------------------- | ---------------------------- |
| 1er                          | Filippo Ganna                | Italie                       | Ineos Grenadiers             | 8 min 47 s                   |
| 2e                           | Edoardo Affini               | Italie                       | Jumbo-Visma                  | + 10 s                       |
| 3e                           | Tobias Foss                  | Norvège                      | Jumbo-Visma                  | + 13 s                       |
| 4e                           | João Almeida                 | Portugal                     | Deceuninck-Quick Step        | + 17 s                       |
| 5e                           | Remco Evenepoel              | Belgique                     | Deceuninck-Quick Step        | + 19 s                       |
| 6e                           | Aleksandr Vlasov             | Russie                       | Astana-Premier Tech          | + 24 s                       |
| 7e                           | David Dekker                 | Pays-Bas                     | Jumbo-Visma                  | + 32 s                       |
| 8e                           | Mikkel Honoré                | Danemark                     | Deceuninck-Quick Step        | + 33 s                       |
| 9e                           | Samuele Battistella          | Italie                       | Astana-Premier Tech          | + 33 s                       |
| 10e                          | Matteo Sobrero               | Italie                       | Astana-Premier Tech          | + 33 s                       |

| Classement du meilleur jeune | Classement du meilleur jeune | Classement du meilleur jeune | Classement du meilleur jeune | Classement du meilleur jeune |
| Coureur                      | Coureur                      | Pays                         | Équipe                       | Temps                        |
| ---------------------------- | ---------------------------- | ---------------------------- | ---------------------------- | ---------------------------- |
| 1er                          | Filippo Ganna                | Italie                       | Ineos Grenadiers             | 8 min 47 s                   |
| 2e                           | Edoardo Affini               | Italie                       | Jumbo-Visma                  | + 10 s                       |
| 3e                           | Tobias Foss                  | Norvège                      | Jumbo-Visma                  | + 13 s                       |
| 4e                           | João Almeida                 | Portugal                     | Deceuninck-Quick Step        | + 17 s                       |
| 5e                           | Remco Evenepoel              | Belgique                     | Deceuninck-Quick Step        | + 19 s                       |
| 6e                           | Aleksandr Vlasov             | Russie                       | Astana-Premier Tech          | + 24 s                       |
| 7e                           | David Dekker                 | Pays-Bas                     | Jumbo-Visma                  | + 32 s                       |
| 8e                           | Mikkel Honoré                | Danemark                     | Deceuninck-Quick Step        | + 33 s                       |
| 9e                           | Samuele Battistella          | Italie                       | Astana-Premier Tech          | + 33 s                       |
| 10e                          | Matteo Sobrero               | Italie                       | Astana-Premier Tech          | + 33 s                       |

| Classement par équipes | Classement par équipes | Classement par équipes | Classement par équipes |
| Équipe                 | Équipe                 | Pays                   | Temps                  |
| ---------------------- | ---------------------- | ---------------------- | ---------------------- |
| 1re                    | Jumbo-Visma            | Pays-Bas               | 27 min 02 s            |
| 2e                     | Ineos Grenadiers       | Royaume-Uni            | + 9 s                  |
| 3e                     | Deceuninck-Quick Step  | Belgique               | + 13 s                 |
| 4e                     | Israel Start-Up Nation | Israël                 | + 38 s                 |
| 5e                     | Qhubeka Assos          | Afrique du Sud         | + 41 s                 |
| 6e                     | Astana-Premier Tech    | Kazakhstan             | + 47 s                 |
| 7e                     | UAE Team Emirates      | Émirats arabes unis    | + 52 s                 |
| 8e                     | Bahrain Victorious     | Bahreïn                | + 1 min 01 s           |
| 9e                     | EF Education-Nippo     | États-Unis             | + 1 min 02 s           |
| 10e                    | Movistar Team          | Espagne                | + 1 min 06 s           |

| Classement par équipes | Classement par équipes | Classement par équipes | Classement par équipes |
| Équipe                 | Équipe                 | Pays                   | Temps                  |
| ---------------------- | ---------------------- | ---------------------- | ---------------------- |
| 1re                    | Jumbo-Visma            | Pays-Bas               | 27 min 02 s            |
| 2e                     | Ineos Grenadiers       | Royaume-Uni            | + 9 s                  |
| 3e                     | Deceuninck-Quick Step  | Belgique               | + 13 s                 |
| 4e                     | Israel Start-Up Nation | Israël                 | + 38 s                 |
| 5e                     | Qhubeka Assos          | Afrique du Sud         | + 41 s                 |
| 6e                     | Astana-Premier Tech    | Kazakhstan             | + 47 s                 |
| 7e                     | UAE Team Emirates      | Émirats arabes unis    | + 52 s                 |
| 8e                     | Bahrain Victorious     | Bahreïn                | + 1 min 01 s           |
| 9e                     | EF Education-Nippo     | États-Unis             | + 1 min 02 s           |
| 10e                    | Movistar Team          | Espagne                | + 1 min 06 s           |

## Abandons
- Aucun abandon.